# Kargow
Kargow é um município da Alemanha, situado no distrito de Mecklenburgische Seenplatte, no estado de Mecklemburgo-Pomerânia Ocidental. Tem 69,08 km² de área, e sua população em 2019 foi estimada em 694 habitantes.